# Kenji Kawai
Kenji Kawai  (川井 憲次 Kawai Kenji?), nació el 23 de abril de 1957 en Shinagawa, Tokio. Compositor japonés, ha compuesto música para películas de imagen real y de anime, series de anime, videojuegos y series televisivas. Ha contribuido a los registros musicales de las películas de Mamoru Oshii, Ghost in the Shell y Ávalon, así como también ha participado en las bandas sonoras de las películas japonesas de Hideo Nakata, como Ringu, Ringu 2, Dark Water y Kaidan. También este músico ha compuesto la banda sonora de la película Death Note y de la serie Apocalipsis: la Segunda Guerra Mundial producida por la National Geographic y la cadena francesa France 2.

## Biografía y Carrera
Kenji Kawai comenzó a estudiar en la Academia de Música de Shobi. Sin embargo, no aguantó más que medio año. Con un pequeño grupo de amigos, creó la banda Muse, que tocaba fusión rock y que participó en varias competiciones musicales. Fue a través de estas competiciones musicales que los miembros de la banda adquirieron experiencia y competencia musical, llegando el momento en el cual decidieron separarse y buscarse trabajo en la industria musical. Algunos de sus trabajos en el apartado del anime son: Ranma ½, Ghost in the shell, Death Note y la más reciente Higurashi no naku koro ni.
Después de su éxito como compositor de bandas sonoras de anime, decidió componer también música para películas. Así, contribuyó con su música a las bandas sonoras de Ringu, Ringu 2, la película polaco-japonesa de ciencia ficción Ávalon, y la película china Seven Swords (Siete Espadas).
La música de Kenji Kawai recibió los Premios Annie y los Premios de Hong Kong para películas de 2005. Fue también nominado por sus trabajos para los Premios de Hong Kong de los dos años siguientes. Recibió el Premio a la Mejor Música Original en el anexo: Premios del Festival de Cine de Sitges de 2008 en la película The Sky Crawlers.

## Discografía

### Años 1985 – 1990
| Año   | Título                                                               | Género       |
| ----- | -------------------------------------------------------------------- | ------------ |
| 1986. | めぞん一刻 (Maison ikkoku, Ikkoku House)                             | Series de TV |
| 1987. | 地獄の番犬：赤い目がね (Akai Megane, The Red Spectacles)             | Película     |
| 1987. | デビルマン (Devilman - The Birth)                                    | OVA          |
| 1988. | 機動警察パトレイバ— (Mobile Police Patlabor\|Mobile Police Patlabor) | OVA          |
| 1988. | 吸血姫美夕 (Vampire Princess Miyu)                                   | OVA          |
| 1989. | 機動警察パトレイバ— (Mobile Police Patlabor\|Mobile Police Patlabor) | Series de TV |
| 1989. | らんま１／２ (Ranma 1/2)                                             | Series de TV |
| 1989. | 機動警察パトレイバ— 劇場版 (Mobile Police Patlabor: La Película)     | Película     |
| 1989. | らんま１／２ 熱闘編 (Ranma 1/2: Hard Battle)                         | Series de TV |
| 1990. | デビルマン (Devilman - The Demon Bird)                               | OVA          |
| 1990. | プロジェケトA子 (Proyecto A-Ko)                                      | OVA          |

### Años 1991 – 2000
| Año   | Título                                                                                      | Género                 |
| ----- | ------------------------------------------------------------------------------------------- | ---------------------- |
| 1991. | バ—ンナップ (Burn up!)                                                                      | OVA                    |
| 1991. | ミカドロイド (Mikadroid: Robokill Beneath Disco Club Layla)                                 | Película               |
| 1991. | らんま 1/2 中国寝崑崙大決戦! 掟やぶりの激闘編!! (Ranma 1/2: Big Trouble in Nekonron, China) | OVA                    |
| 1991. | 人魚の森 (Mermaid Forest)                                                                   | OVA                    |
| 1991. | 地獄の番犬: ケルベロス (Stray Dog: Kerberos Panzer Cops)                                    | Película               |
| 1991. | 魔獣戦士ルナ・ヴァルガ— (Demon Warrior Luna Varga)                                          | OVA                    |
| 1992. | ト—キング・ヘッド (Talking Head)                                                            | Película               |
| 1992. | 姫ちゃんのリボン (Hime-chan's Ribbon)                                                       | Series de TV           |
| 1993. | らんま1/2 OVA (Ranma OVA)                                                                   | OVA                    |
| 1993. | 無責任艦長タイラ— (Irresponsible Captain Tylor)                                             | OVA                    |
| 1993. | 機動警察パトレイバ—2 the Movie (Mobile Police Patlabor 2: The Movie)                        | Película               |
| 1994. | ブル—シ—ド (Blue Seed)                                                                      | Series de TV           |
| 1994. | 戦え!! イクサ—1 (Fight!! Iczer-1)                                                           | OVA                    |
| 1995. | プリンセス ミネルバ (Princess Minerva)                                                      | OVA                    |
| 1995. | 攻殻機動隊 (GITS, Ghost in The Shell)                                                       | Película               |
| 1996. | 爆れつハンタ— (Sorcerer Hunters)                                                            | Series de TV           |
| 1996. | 爆れつハンタ— (Baby and Me)                                                                 | Series de TV           |
| 1996. | YAT安心!宇宙旅行— (YAT Anshin! Uchū Ryokō)                                                  | Serie de TV            |
| 1997. | はいぱ—ぽりす (Hyper Police)                                                                | Series de TV           |
| 1997. | 吸血姫美夕 (Vampire Princess Miyu)                                                          | Series de TV           |
| 1998. | リング (Ringu, The Ring)                                                                    | Película: Hideo Nakata |
| 1999. | 逮捕しちゃうぞ the MOVIE (You're Under Arrest! The Movie)                                   | Película               |
| 1999. | カオス (Chaos)                                                                              | Película: Hideo Nakata |
| 1999. | リング2 (Ringu 2, The Ring 2)                                                               | Película: Hideo Nakata |
| 1999. | 地球防衛企業ダイ・ガ—ド (Dai-Guard)                                                         | Serie de TV            |
| 2000. | サディスティック＆マゾヒスティック (Sadistic and Masochistic)                               | Película: Hideo Nakata |
| 2000. | ガラスの脳 (Sleeping Bride)                                                                 | Película Hideo Nakata  |

### Años 2001 – 2008
| Año   | Título | Género                           |
| ----- | --- | -------------------------------- |
| 2001. | ガイスタ—ズ (Geisters - Fractions of Earth)                                                                 | Series de TV                     |
| 2001. | アヴァロン (Avalon)                                                                                         | Película: Mamoru Oshii           |
| 2001. | UNLOVED | Película: Kunitoshi Manda        |
| 2001. | 新白雪姫伝説プリ—ティア (New Snow White's Legend Pretear)                                                   | Película                         |
| 2002. | ダ—ク・ウォ—タ— (Dark Water)                                                                                | Película: Hideo Nakata           |
| 2002. | パトレイバ— WXIII (Patlabor WXIII, Wasted 13: Patlabor the Movie 3)                                         | Película                         |
| 2002. | Le Samouraï (Samurai, Samuraj)                                                                              | Película: Giordano Gederlini     |
| 2002. | Bloody Mallory                                                                                              | Película: Julien Magnat          |
| 2003. | ガンパレ—ド・マ—チ -新たなる行軍歌 (Gunparade March)                                                        | Series de TV                     |
| 2004. | 跋扈妖怪传之牙吉 (Kibakichi: Bakko yokaiden)                                                                | Película: Tomo-O Haraguchi       |
| 2004. | 跋扈妖怪传之牙吉2 (Kibakichi: Bakko yokaiden 2)                                                             | Película: Tomo-O Haraguchi       |
| 2004. | イノセンス (Ghost in The Shell 2: INNOCENCE)                                                                | Película                         |
| 2004. | ウルトラマンネクサス (Ultraman Nexus)                                                                       | Series de TV                     |
| 2005. | スタ—シップ・オペレ—タ—ズ (Starship Operators)                                                              | Series de TV                     |
| 2005. | MAKOTO | Película: Ryoichi Kimizuka       |
| 2005. | めざめの方舟 (Open Your Mind)                                                                               | Película: Mamoru Oshii           |
| 2005. | Namgeuk-ilgi (Antarctic Journal)                                                                            | Película: Yim Pil-sung           |
| 2005. | 七劍(Qī Jian, Seven Swords)                                                                                 | Película: Tsui Hark              |
| 2005. | 輪廻 (Rinne, Reincarnation)                                                                                 | Película: Takashi Shimizu        |
| 2005. | 奇谈 (Kidan)                                                                                                | Película: Takashi Komatsu        |
| 2006. | フェイト/ステイナイト (Fate/Stay Night)                                                                     | Series de TV                     |
| 2006. | 立喰師列伝 - Tachiguishi-Retsuden (Tachigui: The Amazing Lives of the Fast Food Grifters) - music and actor | Película: Mamoru Oshii           |
| 2006. | デスノ—ト (Death Note)                                                                                      | Película: Shūsuke Kaneko         |
| 2006. | 龍虎門 (Dragon Tiger Gate)                                                                                  | Película: Wilson Yip             |
| 2006. | Trapped Ashes                                                                                               | Película: Sean S. Cunningham     |
| 2006. | Death Note: The Last Name                                                                                   | Película: Shūsuke Kaneko         |
| 2006. | 墨攻(Mo Gōng, A Battle of Wits)                                                                             | Película: Zhang Zhiliang         |
| 2007. | 怪谈 (Kaidan)                                                                                               | Película: Hideo Nakata           |
| 2007. | Mobile Suit Gundam 00                                                                                       | Series de TV                     |
| 2007. | Seirei no Moribito                                                                                          | Anime                            |
| 2007. | "FolksSoul"                                                                                                 | Videojuego (Ps3)                 |
| 2008. | The Sky Crawlers                                                                                            | Película, director: Mamoru Oshii |

### Años 2009-2020
| Año   | Título                                | Género                                      |
| ----- | ------------------------------------- | ------------------------------------------- |
| 2009. | Apocalipsis La Segunda Guerra Mundial | Documental,(Banda Original) 26 soundtracks_ |